# Ministério Público do Estado do Acre
O Ministério Público do Estado do Acre (MPAC) é a instituição no Estado do Acre do Ministério Público, que tem como objetivo defender os direitos dos cidadãos e os interesses da sociedade. Foi criado em 26 de julho de 1963. É regido pela lei complementar estadual nº 291, de 29 de dezembro de 2014, sua lei orgânica. Atualmente é chefiado pelo Procurador-Geral de Justiça Danilo Lovisaro do Nascimento.. 
Seu primeiro Procurador-Geral de Justiça foi Lourival Marques, nomeado em 1963 pelo primeiro governador do Estado do Acre, José Augusto de Araújo. Originalmente funcionava em uma sala no prédio do Tribunal de Justiça. Somente em 1986 sua primeira sede foi inaugurada, o edifício Promotor Tancredo Neves. Para o biênio de 1997-1999, foi empossada a primeira Procuradora-Geral de Justiça, Vanda Denir Milani Nogueira. A atual sede da Procuradoria Geral de Justiça foi inaugurado em 2014.